# Ilham Tohti
Ilham Tohti (ujg. ‏ئىلھام توختى‎; chiń. 伊力哈木·土赫提; pinyin Yīlìhāmù Tǔhètí, ur. 25 października 1969) – ujgurski profesor ekonomii, obrońca praw człowieka i orędownik praw mniejszości urgujskiej w Chinach. Skazany na dożywocie w Chinach pod zarzutem separatyzmu. Laureat nagrody Martina Ennalsa, Nagrody im. Václava Havla i Nagrody Sacharowa.

## Biografia
Urodził się 25 października 1969 roku w Artux (Atushi, chiń. 阿图什市; pinyin Ātúshí Shì) w regionie Kizilsu, w regionie autonomicznym Sinciang. Ukończył studia na Northeast Normal University (chiń. upr. 东北师范大学; chiń. trad. 東北師範大學; pinyin Dōngběi Shīfàn Dàxué) oraz Central Minzu University (chiń. upr. 中央民族大学; chiń. trad. 中央民族大學; pinyin Zhōngyāng Mínzú Dàxúe, wówczas Central Nationalities University) w Pekinie.
Otwarcie mówił o problemach Ujgrurów w Sinciangu. Od 1994 roku był za to poddany inwigilacji. W latach 1999–2003 miał zakaz nauczania. Od 1999 objęty jest zakazem publikowania.
Prowadził platformę internetową Uyghur Online, która działała od 2006 do 2008 roku, kiedy została zamknięta przez chińskie władze.
Podczas zamieszek w Siancingu w 2009 roku publikował informacje o Ujgurach, którzy zostali zabici, ranni lub zaginęli. Został za to aresztowany na kilka tygodni.
W styczniu 2014 został aresztowany. We wrześniu 2014, po dwudniowym procesie, został skazany na dożywocie pod zarzutem separatyzmu.

## Poglądy
Tohti jest orędownikiem wdrożenia przepisów dotyczących autonomii regionów Chin. Niejednokrotnie krytykował wykluczenie Ujgurów z rozwoju kraju. Nawoływał do zwiększenia świadomości na temat ludności ujgurskiej. Głosi pojednanie i dialog między Ujgurami a Chińczykami Han oraz umiarkowanie w działaniu.

## Nagrody i wyróżnienia
- PEN/Barbara Goldsmith Freedom to Write (2014)[7]
- nagroda Martina Ennalsa (2016)[2]
- Freedom Award od Freedom House (2019)[8]
- Nagroda Praw Człowieka im. Václava Havla, wspólnie z Youth Initiative for Human Rights (2019)[9]
- Nagroda im. Sacharowa za wolność myśli[5][10].